# Matrona (Własowa)
Matrona Grigorjewna Własowa (ur. w 1889 w Puzo, zm. 7 listopada 1963 w Puzo) – święta mniszka prawosławna. 
Urodziła się w rodzinie chłopskiej. W dzieciństwie wykazywała zdolności w zakresie rysunku i będąc już w monasterze pisała ikony. Data jej wstąpienia do monasteru w Diwiejewie jest nieznana. Przebywała tam do zamknięcia wspólnoty przez władze stalinowskie w 1927. Po zamknięciu klasztoru razem z trzema siostrami zamieszkała we wsi Kuziatowe. Tam została w 1933 aresztowana pod zarzutem prowadzenia agitacji antyradzieckiej i 21 maja tego samego roku skazana na trzy lata łagru w Dmitrowie. 
Po odbyciu wyroku została zwolniona. Osiedliła się we wsi Wierigien, gdzie była cerkiewną psalmistką i stróżem. Po czterech latach uwięziono ją ponownie. Tym razem została oskarżona o członkostwo w „kontrrewolucyjnej organizacji cerkiewno-faszystowskiej” i skazana na 10 lat obozu. Po odbyciu wyroku zamieszkała we wsi Wyjezdne k. Arzamasu. Jednak 19 października 1949 została aresztowana po raz trzeci, pod tymi samymi zarzutami co w 1937. Skazana na zsyłkę do wsi Kamienka w Kazachskiej SRR, została ułaskawiona w 1954. Ostatnie lata życia spędziła w rodzinnej wsi w domu brata. Zmarła w 1963. 
6 października 2001 została kanonizowana jako nowomęczennica. Należy również do Soboru Świętych z Diwiejewa. Jej relikwie od 5 września 2007 znajdują się w domowej cerkwi św. Marii Magdaleny w odnowionym monasterze w Diwiejewie.